# Raul do Rego Lima
Raul do Rego Lima (Passo de Camaragibe, 3 de dezembro de 1911 — Rio de Janeiro, 18 de novembro de 1985) foi um advogado, jornalista e cronista brasileiro.

## Biografia
Filho de Alfredo Lima e de Ninfa do Rego Lima, Raul do Rego Lima bacharelou-se em ciências jurídicas e sociais pela Faculdade de Direito da Universidade Federal de Pernambuco em 1935. No serviço público foi escriturário da prefeitura de Maceió, juiz de direito na mesma cidade, promotor público em União dos Palmares, no interior do estado e secretário de Governo do Estado de Alagoas (1965). Atuou ainda em diversos órgãos públicos federais como o Instituto Brasileiro de Geografia e Estatística, o Ministério da Agricultura, em que foi chefe de gabinete do ministro e no Arquivo Nacional, onde exerceu a direção-geral da instituição de 1969 a 1980. Durante sua gestão no Arquivo Nacional, Raul Lima criou o periódico Mensário do AN, em que tornava públicas mensalmente todas as ações e pesquisas realizadas no órgão e deu continuidade a uma série de visitas técnicas internacionais que o AN recebia desde a gestão de José Honório Rodrigues, com destaque para a visita de Michel Duchein, em 1978.
Na iniciativa privada se destacou como jornalista no Jornal de Alagoas, na Gazeta de Alagoas, no Diário de Notícias (RJ), no Diário de Pernambuco e no A Noite (Rio de Janeiro). Trabalhou ainda como professor de jornalismo na Pontifícia Universidade Católica do Rio de Janeiro e como diretor do Serviço de Publicações da Fundação Getúlio Vargas. Raul Lima foi ainda membro da Academia Alagoana de Letras e da Academia Pernambucana de Letras, do Instituto Histórico e Geográfico de Alagoas, da Associação Brasileira de Imprensa, da Associação dos Arquivistas Brasileiros e do Instituto Histórico e Geográfico Brasileiro. Recebeu a Ordem do Mérito Naval, o Prêmio Paula Brito e a Medalha Machado de Assis da Academia Brasileira de Letras.

## Obras
- 1960 - Jornalismo e democracia
- 1967 - Presença de Alagoas
- 1970 - O fio do tempo
- 1971 - Cartas do historiador Washington Luiz
- 1972 - Arquivo e comunicação: nova função do arquivista divulgar
- 1973 - Da problemática da documentação histórica
- 1977 - A vida desconhecida do revolucionário alagoano Padre Caldas
- 1978 - A criação do Diário Oficial